# Diocesi di Eraclea di Pelagonia
La diocesi di Eraclea di Pelagonia (in latino: Dioecesis Heracleensis Pelagoniae) è una sede soppressa del patriarcato di Costantinopoli e una sede titolare della Chiesa cattolica.

## Storia
Eraclea di Pelagonia (l'antica Heraclea Lyncestis), i cui resti si trovano nei pressi della città di Bitola nell'odierna Macedonia del Nord, è un'antica sede vescovile della provincia romana della Macedonia Prima nella diocesi civile omonima, suffraganea dell'arcidiocesi di Tessalonica.
La diocesi non è menzionata nelle prime Notitiae Episcopatuum del patriarcato, poiché la Macedonia, fin verso la metà dell'VIII secolo, faceva parte del patriarcato di Roma. Compare per la prima volta in una Notitia del XII secolo tra le suffraganee dell'arcidiocesi di Giustiniana Prima e di tutta la Bulgaria. Tuttavia, già a partire dall'XI secolo la sede è nota nelle fonti ecclesiastiche orientali sotto il nome di Bitola o di Pelagonia. Con quest'ultimo nome appare tra le suffraganee del patriarcato di Acrida, fino alla soppressione di questo nel 1797. La diocesi in seguito è passata al patriarcato di Costantinopoli, dopo il 1912 al patriarcato di Serbia, e dal 1967 alla Chiesa ortodossa macedone. Oggi è nota con il nome di "eparchia di Prespa-Pelagonia".
Diversi sono i vescovi noti di questa antica diocesi nel periodo bizantino. Evagrio partecipò al concilio di Sardica nel 343/344 e fece parte del gruppo di dissidenti che si riunì in un sinodo alternativo a Filippopoli. Quintilio è documentato in due occasioni: al cosiddetto brigantaggio di Efeso del 449 e al concilio di Calcedonia del 451; in entrambe le occasioni, rappresentò il proprio metropolita Anastasio di Tessalonica. Un vescovo anonimo è menzionato all'epoca dell'imperatore Zenone per aver difeso la regione dalle devastazioni dei Goti. Un altro anonimo vescovo è documentato da un elogio epigrafico databile tra V e VI secolo. Il vescovo Giovanni è noto per una iscrizione, datata verso il 530, trovata tra gli scavi archeologici di Eraclea. Benigno infine prese parte al secondo concilio di Costantinopoli nel 553.
Dal 1933 Eraclea di Pelagonia è annoverata tra le sedi vescovili titolari della Chiesa cattolica; la sede finora non è mai stata assegnata.

## Cronotassi dei vescovi greci
- Evagrio † (menzionato nel 343/344)
- Quintilio † (prima del 449 - dopo il 451)
- Anonimo † (menzionato nel 479)
- Anonimo † (V/VI secolo)
- Giovanni † (menzionato nel 530 circa)
- Benigno † (menzionato nel 553)